# Того на летних Олимпийских играх 2016
Того на летних Олимпийских играх 2016 года было представлено 5 спортсменами в 3 видах спорта.

## Состав сборной
Академическая гребля
1. Акоссива Айвон

 Лёгкая атлетика
1. Фабрис Дабла
2. Пренам Пессе

 Плавание
1. Эмерик Кпегба
2. Ребекка Кпосси

## Результаты соревнований

### Академическая гребля
В следующий раунд из каждого заезда проходят несколько лучших экипажей (в зависимости от дисциплины). В утешительный заезд попадают спортсмены, выбывшие в предварительном раунде. В финал A выходят 6 сильнейших экипажей, остальные разыгрывают места в утешительных финалах B-F.
Женщины
| Соревнование | Спортсмены     | Отборочная гонка | Отборочная гонка | Отборочная гонка | Утешительный заезд | Утешительный заезд | Утешительный заезд | Четвертьфинал  | Четвертьфинал  | Четвертьфинал  | Полуфинал     | Полуфинал     | Полуфинал     | Финал   | Финал   | Итоговое место |
| Соревнование | Спортсмены     | Заплыв           | Время            | Место            | Заплыв             | Время              | Место              | Заплыв         | Время          | Место          | Заплыв        | Время         | Место         | Время   | Место   | Итоговое место |
| ------------ | -------------- | ---------------- | ---------------- | ---------------- | ------------------ | ------------------ | ------------------ | -------------- | -------------- | -------------- | ------------- | ------------- | ------------- | ------- | ------- | -------------- |
| одиночки     | Акоссива Айвон | 5                | 9:56,43          | 5                | 2                  | 9:04,76            | 4                  | не участвовала | не участвовала | не участвовала | Полуфинал E/F | Полуфинал E/F | Полуфинал E/F | Финал F | Финал F |                |
| одиночки     | Акоссива Айвон | 5                | 9:56,43          | 5                | 2                  | 9:04,76            | 4                  | не участвовала | не участвовала | не участвовала | 2             | 9:25,60       | 4             |         |         |                |

### Водные виды спорта

#### Плавание
В следующий раунд на каждой дистанции проходят спортсмены, показавшие лучший результат, независимо от места, занятого в своём заплыве.
Мужчины
| Дистанция                | Спортсмены    | Предварительный раунд | Предварительный раунд | Предварительный раунд | Полуфинал | Полуфинал | Полуфинал | Финал     | Финал |
| Дистанция                | Спортсмены    | Заплыв                | Результат             | Место                 | Заплыв    | Результат | Место     | Результат | Место |
| ------------------------ | ------------- | --------------------- | --------------------- | --------------------- | --------- | --------- | --------- | --------- | ----- |
| 50 метров вольным стилем | Эмерик Кпегба |                       |                       |                       |           |           |           |           |       |

Женщины
| Дистанция                | Спортсмены     | Предварительный раунд | Предварительный раунд | Предварительный раунд | Полуфинал | Полуфинал | Полуфинал | Финал     | Финал |
| Дистанция                | Спортсмены     | Заплыв                | Результат             | Место                 | Заплыв    | Результат | Место     | Результат | Место |
| ------------------------ | -------------- | --------------------- | --------------------- | --------------------- | --------- | --------- | --------- | --------- | ----- |
| 50 метров вольным стилем | Ребекка Кпосси |                       |                       |                       |           |           |           |           |       |

### Лёгкая атлетика
Мужчины
Беговые дисциплины
| Дисциплина        | Спортсмен    | Предварительный раунд | Предварительный раунд | Предварительный раунд | Четвертьфиналы | Четвертьфиналы | Четвертьфиналы | Полуфиналы | Полуфиналы | Полуфиналы | Финал | Финал |
| Дисциплина        | Спортсмен    | Забег                 | Время                 | Место                 | Забег          | Время          | Место          | Забег      | Время      | Место      | Время | Место |
| ----------------- | ------------ | --------------------- | --------------------- | --------------------- | -------------- | -------------- | -------------- | ---------- | ---------- | ---------- | ----- | ----- |
| бег на 200 метров | Фабрис Дабла |                       |                       |                       | не проводится  | не проводится  | не проводится  |            |            |            |       |       |

Женщины
Беговые дисциплины
| Дисциплина        | Спортсмен    | Предварительный раунд | Предварительный раунд | Предварительный раунд | Четвертьфиналы | Четвертьфиналы | Четвертьфиналы | Полуфиналы | Полуфиналы | Полуфиналы | Финал | Финал |
| Дисциплина        | Спортсмен    | Забег                 | Время                 | Место                 | Забег          | Время          | Место          | Забег      | Время      | Место      | Время | Место |
| ----------------- | ------------ | --------------------- | --------------------- | --------------------- | -------------- | -------------- | -------------- | ---------- | ---------- | ---------- | ----- | ----- |
| бег на 100 метров | Пренам Пессе |                       |                       |                       |                |                |                |            |            |            |       |       |